# 博康艾馨
博康艾馨（英语：Bokang Aixin），全称北京博康艾馨科技集团有限公司，是中国一家提供与老年健康产业发展、云端运算、民生以及地产等相关的产品与服务的科技公司，总部位于北京，成立于2009年8月27日。该机构的创始人兼董事长是陈剑锋。博康艾馨于天津、河北、湖北以及海南等地设立了分支机构与关联企业。
因博康艾馨涉嫌非法吸收公众存款，2022年6月30日，经北京市大兴区人民检察院批准，北京市公安局大兴分局对其法人陈剑锋及主要涉案嫌疑人依法执行逮捕。

## 历史
博康艾馨的前身为博康艾馨北京市场营销中心，成立于2009年，同年，更名为“博康艾馨健康科技（北京）有限公司”。2011年，博康艾馨北京市平谷区养老项目正式运营。
在发展早期，博康艾馨主要销售保健品，2015年左右，开始一边做旅游，一边销售理财产品。2018年，公司更名为“北京博康艾馨科技集团有限公司”。

## 违法被查
2021年9月、11月，《华夏时报》记者曾两度在博康艾馨内部走访调查并证实，该公司近几年以年化15%左右的高收益率，在北京、河北以及江苏等地，吸引不特定老年人进行投资理财，在2021年年中陷入大面积逾期，随后被大批老人上门追债。
2022年3月10日，《华夏时报》记者从接近警方人士处获悉，针对博康艾馨爆雷，北京经开区有关部门和警方已介入调查。5月2日，北京市公安局大兴分局依法对博康艾馨涉嫌非法吸收公众存款一案立案侦查。
6月8日，大兴分局对该公司法人陈剑锋及主要犯罪嫌疑人依法采取刑事强制措施。6月30日，经北京市大兴区人民检察院批准，大兴分局对陈剑锋及主要犯罪嫌疑人依法执行逮捕。